# 让-弗朗索瓦·沃盖
让-弗朗索瓦·沃盖（法語：Jean-François Voguet，發音：[ʒɑ̃ fʁɑ̃swa vɔɡɛ]；1949年8月8日—2021年2月2日），法国政治人物，曾任法国参议院议员。

## 生平
1949年生于巴黎，毕业于巴黎第四大学，曾在圣芒代的国家地理研究所工作。1966年移居马恩河谷省丰特奈苏布瓦。1977年3月代表共产党当选丰特奈苏布瓦市议会议员。之后担任第一副市长，负责城市规划。1989年市政选举换届后，他改为负责儿童事务。1995年换届后分管体育事务。2001年当选市长。2004年至2011年担任法国参议院议员。2021年2月2日因2019冠状病毒病逝世。